# Fundoaia, Bacău
Fundoaia este un sat în comuna Huruiești din județul Bacău, Moldova, România.